# تسليت (آيت نص لوطا)
تسليت هو دُوَّار يقع بجماعة تابية، إقليم أزيلال، جهة بني ملال خنيفرة في المملكة المغربية. ينتمي الدوّار لمشيخة آيت نص لوطا التي تضم 6 دواوير. يقدر عدد سكانه بـ 877 نسمة حسب الإحصاء الرسمي للسكان والسكنى لسنة 2004.

## روابط خارجية
- البوابة الوطنية للجماعات الترابية نسخة محفوظة 12 مارس 2018 على موقع واي باك مشين.
- المندوبية السامية للتخطيط